# !Революція жінок у мистецтві
«!Революція жінок у мистецтві» (англ. !Women Art Revolution) ― документальний фільм 2010 року режисерки Лінн Гершман Лісон у співпраці з кінокомпанією Zeitgeist Films. Фільм базується на феміністичному мистецькому русі, який тривав понад 40 років та представлений через інтерв’ю з художницями, кураторами, критикинями та історикинями.  

## Синопсис
Цей документальний фільм, створений Лісон, щоб дослідити світ феміністичного мистецтва. За допомогою інтерв’ю, документальних кадрів та творів мистецтва фільм відстежує траєкторію феміністичного мистецтва, яке довго не визнавалося. Події прослідковуються з 1960-х, починаючи з антивоєнних акцій та акцій протесту за громадянські права до 1970-х. 
Лінн Гершман Лісон протягом 4-х десятиліть опитувала художниць, кураторок, критикинь та історикинь про їхні індивідуальні та групові зусилля, зосереджені на досягнення жінками успіху у світі мистецтва та суспільстві, допомагаючи їм долати численні перешкоди. В рамках проєкту в різних місцях у різний час було опитано понад 40 осіб. Кожна спікерка, яка стикалася з перешкодами через свою стать, розповідає про свій досвід у світі мистецтва. Багато художниць обговорюють роботи, які вони створили в результаті утиску. Фільм починається зі сцени в музеї американського мистецтва Вітні, де Гершман просить людей назвати трьох художниць; мало хто зміг назвати когось, окрім Фріди Кало. Лісон називає фільм "залишками наполегливої історії, яка не може більше чекати на проголошення". Вона каже, що події дня змусили її відчути "нагальність зафіксування цієї миті" і знімати будь-коли, де б не було, навіть з позиченою камерою.
Свою назву фільм отримав від групи Художниці у революції (англ. Women Artists in Revolution), створеної в 1960-х як коаліція для підвищення обізнаності про численні перепони, з якими стикаються художниці. Багато проблем розпочалися на фундаментальному рівні, зазначає у фільмі Рейчел Розенталь, коли художниці не отримували визнання в історії мистецтва та книгах. Всі спікерки розповідають про чоловіче домінування у світі мистецтва, ділячись особистими історіями. Роботи, які створювали тоді феміністичні художниці, сильно відрізнялася від робіт, які демонструвались або про які тоді говорили.
Фільм накладає історичні події на феміністичні мистецькі події, дещо стимульовані політичним процесом, наприклад війною у В’єтнамі, Партією Чорних Пантер, рухом за громадянські права у США, рухом визволення жінок та рухом «Свобода слова». Конкурс «Міс Америка» 1968 року Лісон називає моментом, коли мистецтво та політика зрослися, що завершилося тижневим протестом проти мистецьких подій.
У фільмі згадується мінімалізм, популярний мистецький стиль того часу. Маючи на увазі вивільнення від політики, цей рух не збігався з тим, що відбувалося соціально та політично. Феміністичний мистецький рух працював над розпізнаванням сучасних політичних рухів та соціальних проблем, створюючи платформу для обізнаності про ці події.

## У ролях
| - Жанін Антоні - Джудіт Бака - Джудіт Бродська - Корнелія (Конні) Батлер - Джуді Чикаго - Мері Бет Едельсон - Говард Фокс - Сьюзен Гроде - Партизанки - Гармоні Хаммонд - Аланна Хайс - Лінн Гершман Лісон - Міранда Джулі - Майк Келлі - Джойс Козлов - Роберт Кушнер - Сюзанна Лейсі - Шейла Левант де Бретвіль - Люсі Ліппард | - Ховардена Пінделл - Івонн Райнер - Мора Рейлі - Б. Рубі Річ - Фейт Рінголд - Рейчел Розенталь - Марта Рослер - Мойра Рот - Елізабет Саклер - Міріам Шапіро - Керолі Шнеман - Лоурі Сімс - Сільвія Сані - Ненсі Сперо - Марсія Такер - Камілл Аттербек - Сесілія Вікунья - Фейт Уайлдінг - Марта Вільсон |

## Нагороди
- 2010: Офіційний відбір на Міжнародному кінофестивалі в Торонто
- 2011: Офіційний відбір на кінофестивалі в Санденсі, New Frontier
- 2011: Офіційний відбір на Берлінському міжнародному кінофестивалі

## Випуск
Фільм дебютував на Міжнародному кінофестивалі в Торонто 2010 року в рамках категорії Real to Reel.  
Фільм транслювався в нью-йоркському Центрі незалежного кіномистецтва (IFC centre) з 1 червня 2011 р. до відкриття по всій країні.  

## Цифровий архів
У фільмі Гершман Лісон заявила, що в процесі знімання «накопичено (приблизно) 12 428 хвилин кадру», а сам фільм показує лише 83 хвилини, тобто 12 343 хвилини залишається поза кадром. 
Тому був створений цифровий архів, який містить інтерв’ю Лінн Лісон, з яких створена стрічка, та які можна знайти у колекції бібліотеки Стенфордського університету, !W.A.R. Voices of a Movement. За даними вебсайту колекції, Лінн Лісон бажала, щоб ця колекція «була доступна якомога ширшій аудиторії».

## Сприйняття
Баррі Кіт Грант високо оцінює фільм у своєму творі "Міжнародний кінофільм": "Фільм Лісон схожий на клаптикову ковдру з різнорідних кадрів, але врешті-решт всі ці клаптики стають важливим феміністичним твором. Фільм наразі необхідно переглянути студентам кіно та мистецтва".
Рецензентка Еллен Друда каже: "Цей потужний фільм запалить навіть найменшу іскру фемінізму в серці будь-якої жінки. Не лише любителі мистецтва глибше зрозуміють цей рух і вдячність тим, хто встали й проклали цей шлях".
Річард Найт для Windy City Times має більш критичний погляд на фільм, пояснюючи, що хоча фільм підриває деякі власні аргументи, він також занадто сильно впадає в той самий сепаратистський напрямок, який він заперечує, - і надокучливо не помічає феміністичних попередніх художниць (наприклад, О'Кіф, Невелсон і Кало).
Елізабет Субрін заявляє, що, "поєднуючи історію з мемуарами, Лінн Гершман Лісон використовує безліч візуальних стратегій, щоб створити елегантно шарувату візуальну та звукову мережу політики та потужних емоцій".

### Виноски
- Anon (2018). "Artist, Curator & Critic Interviews". !Women Art Revolution - Spotlight at Stanford. Archived from the original on August 23, 2018. Retrieved August 23, 2018.
- Anon (2017). "Women Art Revolution Trailers". Stanford University Library. Archived from the original on September 3, 2017.
- Anon (2011). "! WOMEN ART REVOLUTION". womenartrevolution.com. Archived from the original on August 23, 2018. Retrieved August 23, 2018.
- Druda, E. (2012). "!WAR! Women Art Revolution". Library Journal. 137 (11): 42.
- Grant, B. K. (December 2010). "Around the Circuit: Toronto International Film Festival 2010". Film International. 8 (6): 95–97. doi:10.1386/fiin.8.6.95.
- Knegt, Peter (September 9, 2010). "TIFF List 2010: The Complete Toronto Film Festival Lineup". IndieWire. Archived from the original on August 23, 2018. Retrieved August 23, 2018.
- Knight, R. Jr. (2011). "!women art revolution". Weekend. Windy City Times. 25 (51). p. 22.
- Subrin, Elisabeth (May–June 2011). "!Women art revolution". Film Comment. 47 (3): 65–66.
- Voynar, Kim (June 1, 2011). "Review: !Women Art Revolution". Movie City News. Archived from the original on September 3, 2017. Retrieved September 3, 2017.
- Yerman, Marcia G. (May 25, 2011). "!Women Art Revolution at MoMA". Huffington Post. Archived from the original on September 3, 2017. Retrieved September 3, 2017.